# Педру Нуніш
Педру Нуніш (порт. Pedro Nunes; лат. Petrus Nonius, нар. 1502, Алкасер-ду-Сал, Португальське королівство — † 11 серпня 1578, Коїмбра, Португальське королівство) — португальський математик та астроном.
Один з найвизначніших математиків свого часу, відомий перш за все своїм внеском у природничі науки, зокрема навігацію та картографію, які тоді бурхливо розвивались у Португалії — одній із найбільших морських держав XV—XVI століть. Він також винайшов декілька вимірювальних приладів, наприклад ноніус, який названо на його честь.

## Біографія
Сьогодні все ще існують сумніви щодо родоводу Педру Нуніша. Відомо, що він народився в Алкасер-ду-Салі у 1502 році та
родом із хрещеної єврейської сім'ї. Також відомо, що його двоє внуків були заарештовані, допитані та засудженні Інквізицією за звинуваченнями в іудаїзмі.
Імовірно, Нуніш навчався в університеті Саламанки в 1521—1522, а потім в університеті Лісабона (тепер Коїмбрський університет), де в 1525 році отримав ступінь по медицині. Він також вивчав астрологію, астрономію і математику. Продовжуючи вивчати медицину, він паралельно викладав в університеті мораль, філософію, логіку і метафізику.
Коли у 1537-му університет переїхав із Лісабона в Коїмбру, Нуніш переїхав слідом і продовжував викладати в університеті математику аж до 1562 року. В університеті Коїмбри математики займались в першу чергу питаннями навігації. Окремою спеціальністю математика стала у 1544 р.
Окрім викладацької діяльності Педру Нуніш виконував обов'язки Королівського космографа з 1529 р. та Головного королівського астронома з 1547 р. аж до смерті.
В 1531 році король Португалії Жуан III доручив Нунішу навчати своїх молодших братів Луїша та Енріке. Пізніше навчав також королівського внука, майбутнього короля Себаштіана.

## Внесок в науку
Педру Нуніш жив в перехідний період, коли наука відходила від акценту на чисто теоретичні роботи (у яких головна роль вчених полягала в тому, щоб коментувати роботи попередніх авторів), до надання цінності експериментальним даним, як джерела інформації, так і методу підтвердження результатів існуючих теорій. Педру Нуніш був, перш за все, одним з останніх великих теоретиків-коментаторів, як показує його перша опублікована робота «Трактат про сферу» (порт. Tratado da Esfera), але він також визнавав важливість експериментів.
Нуніш вважав, що науковими знаннями потрібно ділитися та поширювати їх. Тому свої роботи він друкував не тільки латинською мовою, основною мовою науки того часу, а і португальською і навіть кастильскою, що деякі історики вважали дивним, враховуючи, що Кастилія була тоді головним супротивником Португалії в морській справі.

### Навігація

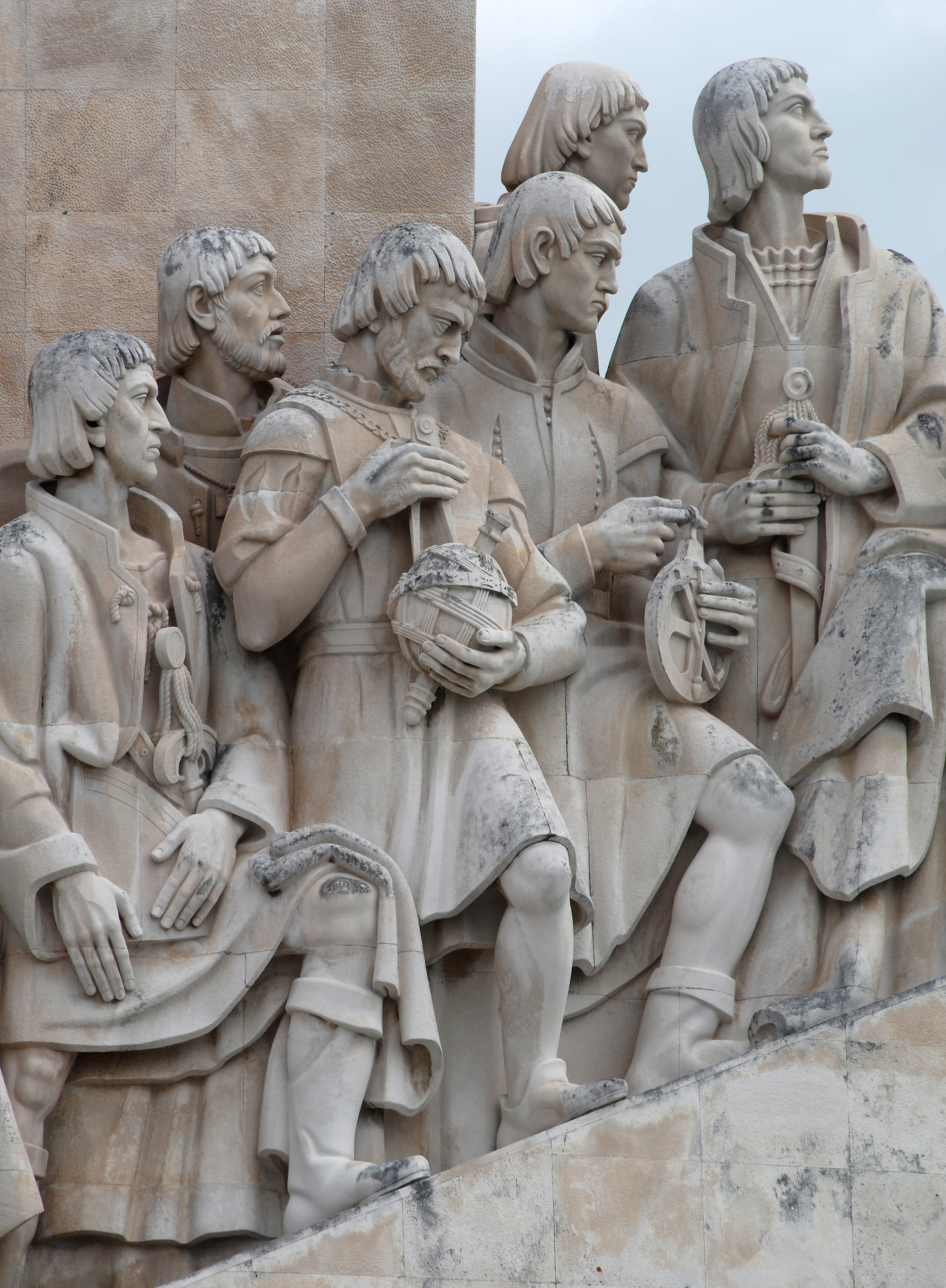
Деталі Пам'ятника великим географічним відкриттям. Зліва направо: Якоб де Майорка (космограф), Перу Ешкобар (мореплавець), Педру Нуніш (тримає армілярну сферу), Перу де Аленкер (мореплавець), Жил Іаніш (мореплавець) і останнім Жуан Зарку (мореплавець)

Значна частина робіт Педру Нуніша пов'язана з навігацією. Він був першим, хто зрозумів, чому корабель, що йде по заданому курсу не буде переміщатися по великому колу, найкоротшому шляху між двома точками на земній кулі, а скоріше буде слідувати по спіральному маршруту, так званій «лінії курсу» — локсодромі. Пізніше, з винайденням логарифмів, Готфрід Лейбніц встановить алгебраїчне рівняння для локсодроми. Відкриття локсодрами можна вважати одним з найзначніших відкриттів Нуніша.
В свої праці «Про морські карти» він стверджував, що на навігаційній карті паралелі та меридіани повинні бути намальовані прямими лініями. Однак він не зміг розв'язати всі проблеми, які потребувало це завдання: вдалося це Меркатору, який запропонував використовувати так звану «проєкцію Меркатора», систему, якою користуються до цих пір.
Нуніш вирішив також ряд практичних навігаційних проблем, пов'язаних з корекцією маршруту, намагаючись розробити більш точні методи визначення місця розташування корабля.

### Математика і астрономія
Педру Нуніш також працював над різними задачами механіки, з математичної точки зору. Він був, ймовірно, останнім великим математиком, який вніс суттєві покращення в систему Птолемея (геоцентрична модель). Більшість цих досягнень Нуніша стали можливими завдяки глибокому розумінню ним сферичної тригонометрії. Але це швидко втратило значення через нову модель Миколая Коперника, яка замінила систему Птолемея.
Нуніш знав роботу Коперника, але в своїх опублікованих роботах наводив лишень коротке посилання на неї і підтверджував її математичну коректність.
Крім того, він розв'язав задачу знаходження дня з найкоротшими сутінками та їхню тривалість для будь-якої географічної позиції. Ця проблема сама по собі не матиме великого значення, але вона служить для демонстрації геометричної геніальності Нуніша. Більш ніж через століття брати Бернуллі не змогли так само успішно розв'язати цю задачу. Вони змогли знайти розв'язання для найкоротшого дня, але не змогли визначити його тривалість. Це показує також, що Педру Нуніш був на той час піонером у розв'язуванні задач на максимум і мінімум, які стали популярними тільки в наступному столітті з розвитком диференціального числення.

### Винаходи

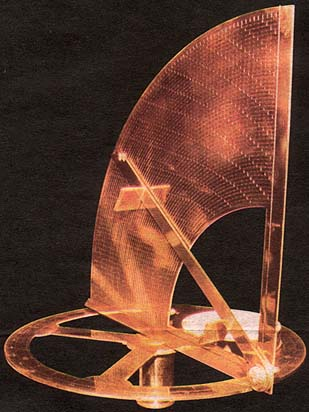
Ноніус Педру Нуніша, оригінальна модель

Нуніш працював над декількома практичними морськими проблемами, що стосуються корекції курсу, а також намагався розробити точніші пристрої для визначення положення корабля.
Він створив ноніус, щоб збільшити точність інструментів, зокрема астролябії. Адаптацію ноніусу для квадранта використовував Тихо Браге, який, правда, вважав його занадто складним. Пізніше він був вдосконалений французьким математиком П'єром Верньє в його сучасному вигляді.

## Пам'ять
- На честь Нуніша названа шкала ноніус (Nonius).[12]
- Фігура Нуніша зображена на пам'ятнику першовідкривачам в Лісабоні.
- В 1935 р. Міжнародний астрономічний союз присвоїв ім'я Нуніша кратеру[ru] на видимій стороні Місяця.
- На честь Нуніша названо Інститут Педру Нуніша[en] в Коїмбрі.[13]

## Праці

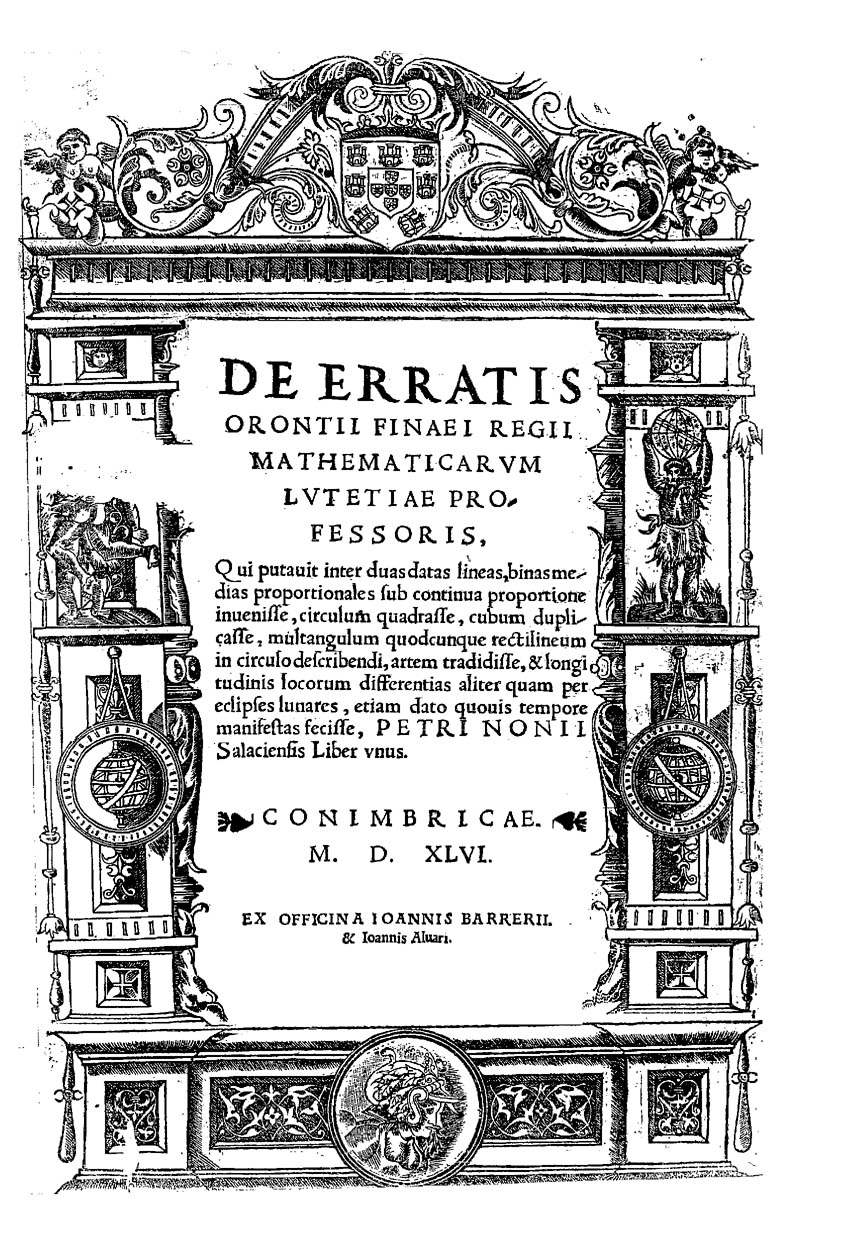
De erratis Orontii Finaei, 1546

Педру Нуніш переклав, прокоментував та розширив деякі основні праці у своїй галузі, а також публікував оригінальні дослідження.
Коментовані та розширені переклади:
- Tratado da sphera com a Theorica do Sol e da Lua (Трактат про сферу з теорією Сонця і Місяця), (1537). Переклади «Tractatus de Sphaera» авторства Йоанна Сакробоско[ru], «Theoricae novae planetarum» Георга фон Пурбаха і «Географія» Клавдія Птолемея.

Оригінальні праці:
- Tratado em defensam da carta de marear (Трактат на захист морських карт), (1537);
- Tratado sobre certas dúvidas da navegação (Трактат про деякі навігаційні сумніви), (1537);
- De crepusculis (Про сутінки), (1542);
- De erratis Orontii Finei (Про помилки в Orontii Finei), (1546);
- Petri Nonii Salaciensis Opera, (1566). Розширена, виправлена і перевидана як De arte adque ratione navigandi (Мистецтво нової навігації) в 1573 р.;
- Livro de algebra en arithmetica y geometria (Книга алгебри в арифметиці і геометрії), (1567).

Деякі сучасні перевидання:
- Obras (4 vol.), Academia das Ciências de Lisboa, Lisboa, 1940—1960 (Немає ISBN в записі книги в Португальській національній бібліотеці);
- Obras (6 vol.), Fundação Calouste Gulbenkian, Lisboa, 2002—2011, ISBN 972-31-0985-9 та ISBN 972-31-1084-9 (більше томів, ймовірно, буде опубліковано з часом).